# Ємельяненко Євген Володимирович
Євген Володимирович Ємельяненко (рум. Ievgen Iemelianenko; нар. 11 квітня 1981, Київ, СРСР) — український і румунський хокеїст, захисник.

## Кар'єра
Євген Ємельяненко — вихованець київського хокею. Починав свою кар'єру на батьківщині. Потім на кілька років виїжджав до Румунії, де він кілька сезонів провів у «Стяуа». Крім цього, Ємельяненко відзначився виступами у чемпіонатах Італії та Казахстану. У 2014 році втретє поїхав грати до «Стяуа». Пізніше він виступав за інші румунські колективи і отримав місцеве громадянство.

## Збірна
За збірну України Євген Ємельяненко вперше зіграв у 2012 році на чемпіонаті світу в першому дивізіоні в Словенії. За підсумками турніру українці посіли останнє місце у групі «А» і перейшли до більш слабкої групи. Трохи раніше захисник разом зі збірною брав участь у матчах Євровиклику і зимової Універсіади 2003 року.
Після отримання румунського паспорта хокеїст отримав можливість виступати на змаганнях під прапорами іншої країни. За Румунію він разом з двома іншими українцями Павлом Борисенком та Антоном Буточновим дебютував у 2019 році на чемпіонаті світу в першому дивізіоні групи «Б» в Естонії.

## Досягнення
- Чемпіон України (2): 1998/1999, 2001/2002.
- Чемпіон Румунії (2): 2002/2003, 2016/2017.
- Володар Кубка Румунії (3): 2002/2003, 2004/2005, 2008/2009.